# Origioso
Origioso è una frazione del comune italiano di Vellezzo Bellini. Costituì un comune autonomo fino al 1872.